# Bad Eilsen
Bad Eilsen är en kommun i Landkreis Schaumburg i det tyska förbundslandet Niedersachsen. Bad Eilsen, som är förvaltningssäte för Samtgemeinde Eilsen, har cirka 3 000 invånare.
Kommunen ingår i kommunalförbundet Samtgemeinde Eilsen tillsammans med ytterligare fyra kommuner.